# Motor em X
Motor-X Simétrico 
(90°/90°/90°/90°).
Em Engenharia Mecânica, motor em X é uma configuração de motor a explosão onde o motor possui quatro fileiras de cilindros com um único virabrequim.
Os motores em X são geralmente construídos a partir da união de dois motores em V, com o uso de um único virabrequim. Esta configuração tem como principal vantagem a possibilidade de compartilhar uma grande quantidade de componentes com os motores em V.

## Utilização
Esta configuração é bastante incomum, sendo considerados o antecessores dos motores em estrela. Seu uso ocorreu principalmente em aviões, até a Segunda Guerra Mundial, quando passou a predominar o uso de motores radiais.

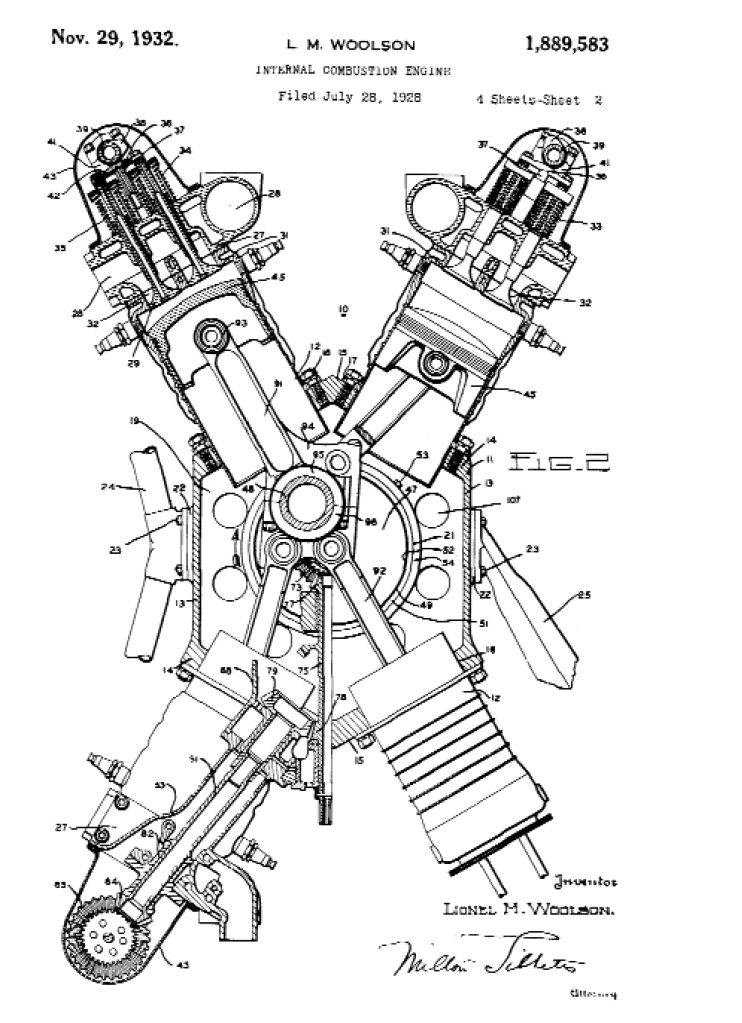
Motor-X de acordo com a Patente dos EUA 1889583 (Eingetragen 1928)